# Necati Er
Necati Er (Samsun, 24 febbraio 1997) è un triplista turco.

## Biografia
Er ha esordito nei circuiti internazionali nel 2013 ad Utrecht, in seguito ha preso parte alle maggiori competizioni per età a livello regionale, continentale e mondiale. Nel 2018 ha partecipato ai Europei, primo evento seniores, a cui ha fatto seguito la medaglia d'oro nel 2019 agli Europei under 23 in Svezia, stabilendo il record nazionale, a cui ha fatto seguito la partecipazione alla finale in Qatar ai Mondiali.

## Palmarès
| Anno | Manifestazione               | Sede       | Evento         | Risultato      | Prestazione | Note                                     |
| ---- | ---------------------------- | ---------- | -------------- | -------------- | ----------- | ---------------------------------------- |
| 2015 | Europei U20                  | Eskilstuna | Salto triplo   | 14º (q)        | 15,34 m     |                                          |
| 2016 | Camp. del Mediterraneo U23   | Tunisi     | Salto triplo   | 4º             | 16,06 m     |                                          |
| 2016 | Mondiali U20                 | Bydgoszcz  | Salto triplo   | 29º (q)        | 15,02 m     |                                          |
| 2017 | Camp. balcanici indoor       | Belgrado   | Salto triplo   | 5º             | 15,96 m     |                                          |
| 2017 | Europei U23                  | Bydgoszcz  | Salto triplo   | 9º             | 15,82 m     |                                          |
| 2018 | Camp. balcanici indoor       | Istanbul   | Salto triplo   | 5º             | 15,98 m     |                                          |
| 2018 | Camp. del Mediterraneo U23   | Jesolo     | Salto triplo   | 4º             | 16,31 m     |                                          |
| 2018 | Europei                      | Berlino    | Salto triplo   | 18º (q)        | 16,26 m     |                                          |
| 2019 | Europei indoor               | Glasgow    | Salto triplo   | 14º (q)        | 16,21 m     |                                          |
| 2019 | Europei U23                  | Gävle      | Salto triplo   | Oro            | 17,37 m     | Record nazionale                         |
| 2019 | Mondiali                     | Doha       | Salto triplo   | 11º            | 16,34 m     |                                          |
| 2021 | Europei indoor               | Toruń      | Salto triplo   | 10º (q)        | 16,17 m     |                                          |
| 2021 | Giochi olimpici              | Tokyo      | Salto triplo   | 6º             | 17,25 m     | Miglior prestazione personale stagionale |
| 2022 | Giochi del Mediterraneo      | Orano      | Salto in lungo | 5º             | 7,76 m      |                                          |
| 2022 | Giochi del Mediterraneo      | Orano      | Salto triplo   | 4º             | 16,52 m     |                                          |
| 2022 | Europei                      | Monaco     | Salto triplo   | Qualificazione | nm          |                                          |
| 2023 | Giochi europei               | Chorzów    | Salto triplo   | Argento        | 16,71 m     | [ 5 ]                                    |
| 2023 | Giochi mondiali universitari | Chengdu    | Salto triplo   | Argento        | 16,83 m     | Miglior prestazione personale stagionale |
| 2023 | Mondiali                     | Budapest   | Salto triplo   | 16º (q)        | 16,59 m     |                                          |
| 2024 | Europei                      | Roma       | Salto triplo   | 9º             | 16,61 m     |                                          |
| 2024 | Giochi olimpici              | Parigi     | Salto triplo   | 32º (q)        | 13,65 m     |                                          |